# レスリー・ボーベイ
レスリー・ボーベイ（Leslie Bovee、1949年5月1日 - ）は、アメリカ合衆国・オレゴン州ベンド (オレゴン州)出身のポルノ女優。

## 来歴
1970年代から80年代前半にかけての、いわゆる「ポルノの黄金時代」に50本以上の映画に出演した。XRCO殿堂入りポルノ映画『ハード・プッシュ (Eruption) 』(1977年) において、伝説的巨根男優ジョン・ホームズと数回にわたり絡んだ。この他にも数本、XRCO殿堂入りした名作と言われるポルノ映画に出演している。
また彼女自身も、XRCO殿堂及びAVN殿堂双方のメンバー入りを果たした。
（2008年）現在、彼女はサンフランシスコ (カリフォルニア州) に住み、自由なライフスタイルを追い求め続けている。

## 出演作の一部
- 1976年 - 『オーバーSEX/禁じられた欲情 (Baby Rosemary) 』
- 1977年 - 『ハード・プッシュ (Eruption) 』†
- 1977年 - 『ネイクド・セックス (A Coming of Angels) 』
- 1978年 - 『ローリングセックス/悶絶 (Sensual Encounters of Every Kind) 』
- 1978年 - 『セックス・ワールド (SexWorld) 』†
- 1978年 - 『メイクラブ/テイク・オフ (Take Off) 』†
- 1978年 - 『マラスキーノ・チェリー/夢性 (Maraschino Cherry) 』
- 1979年 - 『U.S.A.セックスマシーン (The Ecstasy Girls) 』†
- 1980年 - 『ブルーエクスタシー (Blue Ecstasy) 』
- 1981年 - 『ダーティー・ワイフ/放蕩 (Games Women Play) 』

†XRCO殿堂入り映画